# Aurélia Petit
 (juillet 2025).
Si vous disposez d'ouvrages ou d'articles de référence ou si vous connaissez des sites web de qualité traitant du thème abordé ici, merci de compléter l'article en donnant les références utiles à sa vérifiabilité et en les liant à la section « Notes et références ».
Pour les articles homonymes, voir Petit.
Aurélia Petit est une actrice française née le 18 avril 1971.

## Biographie
Aurélia Petit a commencé le théâtre en 1984 avec Turbulences, mise en scène par Gilberte Tsaï au TEP, suivi de Voyage en Chine intérieure, toujours mise en scène par Gilberte Tsaï. Après une année à l'École du passage de Niels Arestrup, elle fait du théâtre de rue, cabaret, et part avec le cirque Archaos.
Suivront plusieurs spectacles avec divers metteurs en scènes et chorégraphes tel que Gérard Desarthe, Christophe Salengro, Jérôme Bel et Philippe Decouflé (dont elle est assistante dramaturge sur la création Sombrero). Aurélia Petit est connue également pour participer, depuis la fin des années 1990, à l'émission Groland comme mannequin dans la parodie de télé-shopping.
Elle fait la rencontre du réalisateur Cédric Klapisch avec lequel elle travaille à des ateliers d'écriture qui serviront de base pour définir les personnages du film Chacun cherche son chat (1996). Cette rencontre lui permet de s'orienter vers une carrière au cinéma.
Aurélia Petit est l'auteur, avec Lazare Boghossian, et la metteuse en scène de La Cage aux blondes et de Prologue, spectacles qu’elle joue au Théâtre national de Chaillot. Un livre, Chemin de râteaux, est édité chez Orbis Pictus Club.
En 2017, elle joue dans le film OFF ICE.

## Filmographie

### Cinéma

#### Longs métrages
- 1996 : Chacun cherche son chat de Cédric Klapisch : la barmaid
- 1998 : Laisse un peu d'amour de Zaïda Ghorab-Volta : Gisèle
- 1999 : Lila Lili de Marie Vermillard : Marie Lorraine
- 1999 : La Nouvelle Ève de Catherine Corsini : la fille blonde
- 1999 : 1999 Madeleine de Laurent Bouhnik : Marie
- 2000 : Un possible amour de Christophe Lamotte : Fabienne
- 2000 : La Commune (Paris, 1871) de Peter Watkins : Blanche Capelier
- 2002 : Les Diables de Christophe Ruggia : la mère de Joseph
- 2006 : La Science des rêves de Michel Gondry : Martine
- 2006 : Oublier Cheyenne de Valérie Minetto : Sonia
- 2006 : Barrage de Raphaël Jacoulot : Laurence
- 2008 : Nord Paradis de Christophe Lamotte : Aurélia
- 2008 : Louise Michel de Benoît Delépine et Gustave Kervern :
- 2008 : Musée haut, musée bas de Jean-Michel Ribes : une guide Karl Paulin
- 2008 : Comme une étoile dans la nuit de René Féret : Aurélie
- 2009 : L'Enfance du mal d'Olivier Coussemacq : la mère de Céline
- 2009 : Ivül d'Andrew Kötting : Marie
- 2010 : Tournée de Mathieu Amalric : la caissière de la station-service
- 2012 : Beau rivage de Julien Donada : Armelle
- 2012 : À cœur ouvert de Marion Laine : Sylvie
- 2013 : Le Temps de l'aventure de Jérôme Bonnell : Diane
- 2013 : Un château en Italie de Valeria Bruni Tedeschi : une infirmière
- 2014 : Week-ends d'Anne Villacèque : Pascale
- 2014 : Le Beau Monde de Julie Lopes-Curval : Agnès
- 2014 : SMS de Gabriel Julien-Laferrière : la commissaire Monique Cauri
- 2014 : L'Enquête de Vincent Garenq : la juge Lahoud
- 2014 : Disparue en hiver de Christophe Lamotte : Évelyne
- 2014 : Papa Lumière d'Ada Loueilh : la pharmacienne
- 2015 : Journal d'une femme de chambre de Benoît Jacquot : la maîtresse
- 2015 : Marguerite et Julien de Valérie Donzelli : Madame de Ravalet
- 2015 : L'Élan d'Étienne Labroue : Aurélie Petiot
- 2015 : Arrête ton cinéma ! de Diane Kurys : Sandrine Carrière
- 2016 : Personal Shopper d'Olivier Assayas : Rose
- 2018 : L'Amour flou de Romane Bohringer et Philippe Rebbot : la psy de Philippe
- 2018 : Doubles Vies d'Olivier Assayas : l'invitée de Marc-Antoine
- 2018 : Grâce à Dieu de François Ozon : Marie
- 2019 : Les Estivants de Valeria Bruni Tedeschi : la membre du CNC
- 2019 : Exfiltrés d'Emmanuel Hamon : Marianne
- 2020 : #Jesuislà d'Éric Lartigau : Amaya
- 2021 : Une histoire d'amour et de désir de Leyla Bouzid : la professeure Anne Morel
- 2021 : Serre moi fort de Mathieu Amalric : l'amie de la station-service
- 2022 : Saint Omer d'Alice Diop : Maître Vaudenay
- 2023 : Rosalie de Stéphanie di Giusto : la soeur au couvent
- 2023 : Bâtiment 5 de Ladj Ly : Nathalie Forges
- 2024 : La Tête froide de Stéphane Marchetti : la responsable du centre d'accueil
- 2024 : Sous la Seine de Xavier Gens : Angèle, capitaine de la brigade fluviale
- 2025 : Le Rendez-vous de l'été de Valentine Cadic : La femme au bébé

#### Courts métrages
- 1993 : Les Retrouvailles de Frédéric Marchand
- 1996 : Le Dernier Chaperon rouge de Jan Kounen
- 1997 : Le Marchand de sable de Nicolas Koretzky : la femme en boîte de nuit
- 1997 : Chantal ! de Zaïda Ghorab-Volta et Marie Vermillard
- 1998 : La Part des choses de Julien Donada
- 1998 : La Fiancée de Mandrake d'Alice de Poncheville
- 1998 : Histoire naturelle de Karim Boulila
- 2002 : La Girafe d'Hélène de Crécy
- 2003 : Un souvenir de Claire Coums de Charles Castella et Alice de Poncheville
- 2005 : 220 bonnes raisons de Hervé Lasgouttes
- 2005 : L'horizon croustille de Laurence Hartenstein : Martha
- 2008 : Un amour de télés de Denis Walgenwitz : Sonya
- 2010 : Monsieur l'Abbé de Blandine Lenoir
- 2012 : Le Pays qui n'existe pas de Cécile Ducrocq : la mère
- 2017 : Dirty South d'Olivier Strauss : la mère
- 2017 : Les Enfants partent à l'aube de Manon Coubia - la mère / Macha
- 2017 : Lost in Meditation de Charles Castella
- 2017 : Off Ice de Pedro Collantes : la mère
- 2017 : Betty de Julien Lessi : Betty
- 2017 : Tous les jours de Philippe Orreindy : Françoise
- 2019 : Corée, mon amour de Yoonyoung Choï : Muriel
- 2020 : Salem de Sophie Beaulieu : Carole
- 2021 : Erratum de Giulio Callegari : Florence
- 2022 : Donovan s'évade de Lucie Plumet : Suzanne

### Télévision
- 1998 : Papa est monté au ciel (téléfilm) de Jacques Renard : Corinne
- 2002 : Avocats et Associés (série télévisée), saison 6, épisode 3 Bourreaux d'enfants d'Alexandre Pidoux : Muriel Mélèze
- 2003 : Le Grand Patron (série télévisée), épisode 9 Effets secondaires de Claudio Tonetti : Dodo Beauchamp
- 2007 : Poison d'avril (téléfilm) de William Karel : Catherine
- 2009 : Un flic (série télévisée), saison 3, épisode 3 Dancers de Patrick Dewolf : Élisabeth Lancry
- 2010 : Chateaubriand (téléfilm) de Pierre Aknine : Céleste de Chateaubriand
- 2012 : Main courante (série télévisée), épisode Fin de mois de Jean-Marc Thérin : Stéphanie Bergoneau
- 2013 : RIS police scientifique (série télévisée), saison 8, épisode 11 La Menace d'Hervé Brami : Stéphanie Desplat
- 2013 : Les Anonymes (téléfilm) de Pierre Schoeller : la Juge Le Vert
- 2014 : Les Dames (série télévisée), saison 4, épisode 1 Dame d'atout d'Alexis Lecaye et Camille Bordes-Resnais : Fabienne
- 2014 : Rosemary's Baby (mini-série) d'Agnieszka Holland, épisode 1 Night One : l'infirmière
- 2014 : La Loi (téléfilm) de Christian Faure : Marceline Loridan-Ivens
- 2014 : Fais pas ci, fais pas ça (série télévisée), saison 7, épisode 3 La Naissance des méduses de Michel Leclerc : Jessica
- 2014 : Mon cher petit village (téléfilm) de Gabriel Le Bomin : Dr Sandrine Combat
- 2014 : Les Heures souterraines (téléfilm) de Philippe Harel : Patricia Lethu
- 2016 : Les Pieds dans le tapis (téléfilm) de Nader Takmil Homayoun : Aurore
- 2018 : Un adultère (téléfilm) de Philippe Harel : la mère d'Alice
- 2018 : Ad Vitam (série télévisée) de Thomas Cailley : la Colonelle Han
- 2019 : Osmosis (série télévisée) : Louise
- 2019 : Tout contre elle (téléfilm) de Gabriel Le Bomin : Lucie
- 2021 : Les Petits Meurtres d'Agatha Christie (série télévisée), saison 3, épisode 3 Le Vallon d'Alexandre Coffre : Geneviève Rivière
- 2021 : L'Amour flou (série télévisée) de Romane Bohringer, épisode 5 : l'animatrice du stage de comédie musicale
- 2022 : Un alibi (téléfilm) d'Orso Miret : la Lieutenant Garnier
- 2022 : Jeux d'influence (série télévisée) de Jean-Xavier de Lestrade : Fanny Couvreur
- 2023 : LT-21 (série télévisée) d'Alain Attal : la Générale Monier
- 2023 : Moissons sanglantes - 1933, la famine en Ukraine (documentaire) de Guillaume Ribot : voix
- 2024 : Je ne me laisserai plus faire de Gustave Kervern : Madame Gabino
- 2025 : Cimetière indien, mini-série de Stéphane Demoustier et Farid Bentoumi : Dufour

## Doublage

### Films
- 2019 : Sorry We Missed You : Abby Turner (Debbie Honeywood)
- 2022 : Armageddon Time : Maryanne Trump (Jessica Chastain)
- 2022 : R.M.N. : Mme Dénes (Orsolya Moldován)
- 2023 : The Old Oak : Laura (Claire Rodgerson)

### Séries télévisées
- 2021 : Dom : ? (?)

## Théâtre
- 2012 : Lettres de la guerre lecture de la correspondance d'António Lobo Antunes, mise en scène Aurélia Petit et Lazare Boghossian